# فيرنر ميلزر
فيرنر ميلزر (بالألمانية: Werner Melzer)‏ هو لاعب كرة قدم ومدرب كرة قدم ألماني في مركز الدفاع، ولد في 2 مايو 1954 في Clausen, Germany ‏ في ألمانيا. لعب مع نادي كايزرسلاوترن.

## وصلات خارجية
- فيرنر ميلزر على موقع قاعدة بيانات كرة القدم.إي يو (الإنجليزية)
- فيرنر ميلزر على موقع بيانات كرة القدم. دي إي (الألمانية)
- فيرنر ميلزر على موقع عالم كرة القدم.نت (الإنجليزية)